# 金欽純
金钦纯（598年—680年），新罗将领。金仇衡的曾孙，金舒玄的儿子，官居角干。沙梁人，又名金欽春。真平王時爲花郎，仁深信厚，能得衆心。文武王以他为冢宰，國人稱爲賢相。
660年秋七月，他随兄长金庾信与百济名将阶伯大战于黃山之原。金欽純对他儿子級湌金盤屈说：“爲臣莫若忠，爲子莫若孝，見危致命，忠孝兩全。”金盤屈力戰而死，其子金令胤。
《花郎世記》中称他是花郎第19代风月主（629年 - 632年）。